# Пышкец (река)
Пышкец — река в Глазовском районе Удмуртии, правый приток Чепцы. Устье реки находится в 273 км по правому берегу реки Чепца. Длина реки составляет 21 км, площадь бассейна — 244 км².
Река берёт начало на Верхнекамской возвышенности, в 4 км к западу от посёлка Чажайский лесоучасток. Исток находится на водоразделе, рядом находятся верховья реки Белой. Течёт на юго-запад, русло извилистое, почти всё течение проходит по ненаселённой местности. В нижнем течении в километре от деревни стоит деревня Пышкец.
Впадает в Чепцу недалеко от деревни Усть-Пышкец в 12 км к северо-западу от центра города Глазов.

## Притоки
- 0,5 км: река Люм (пр)
- 6,5 км: река Шудзя (пр)
- река Извыл (пр)

## Данные водного реестра
По данным государственного водного реестра России относится к Камскому бассейновому округу, водохозяйственный участок реки — Чепца от истока до устья, речной подбассейн реки Вятка. Речной бассейн реки — Кама.